# Hollwinkeler Holz

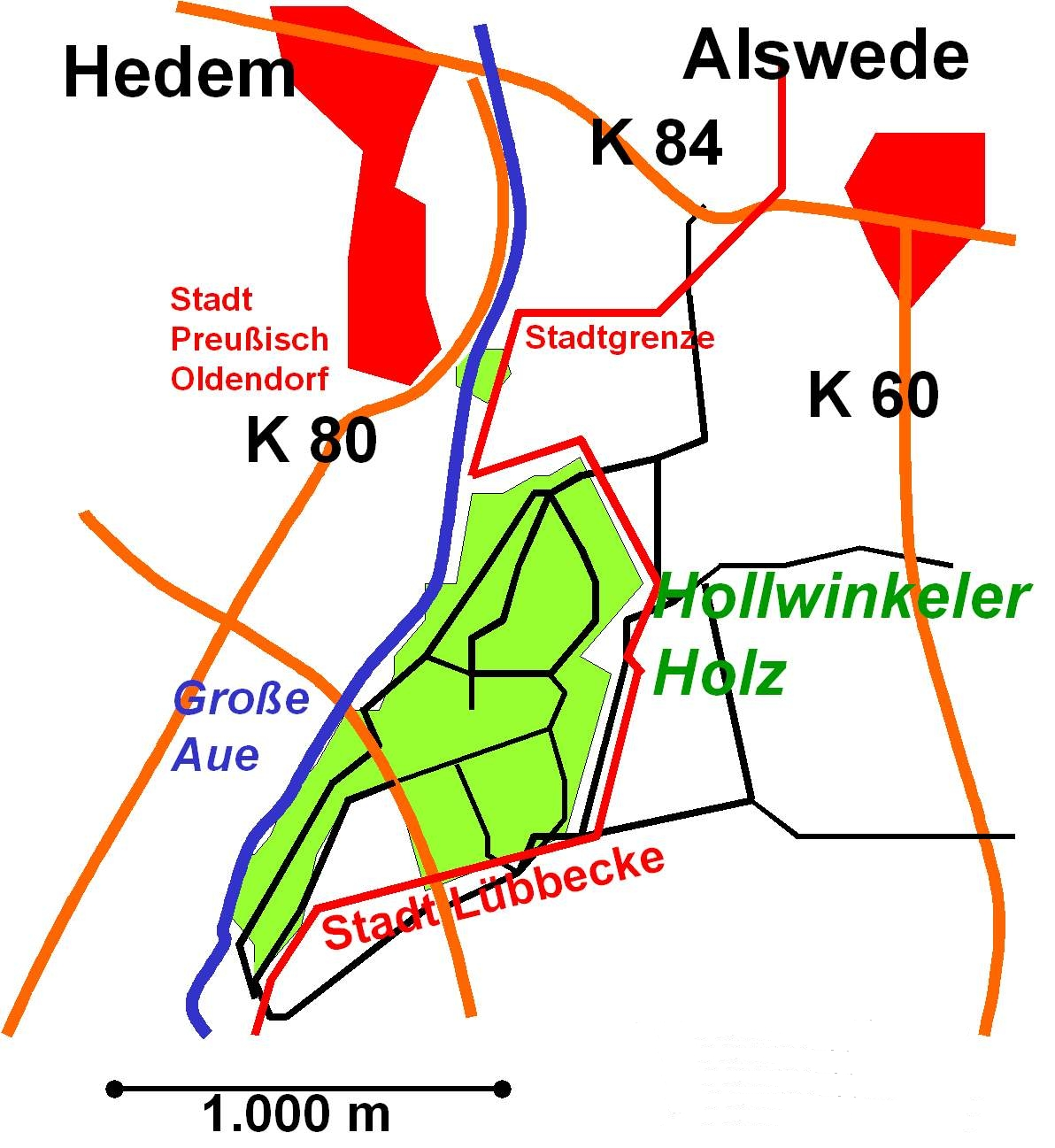
Lage des Hollwinkeler Holzes. Der Wald selbst wird begrenzt durch Stadtgrenze und Große Aue.

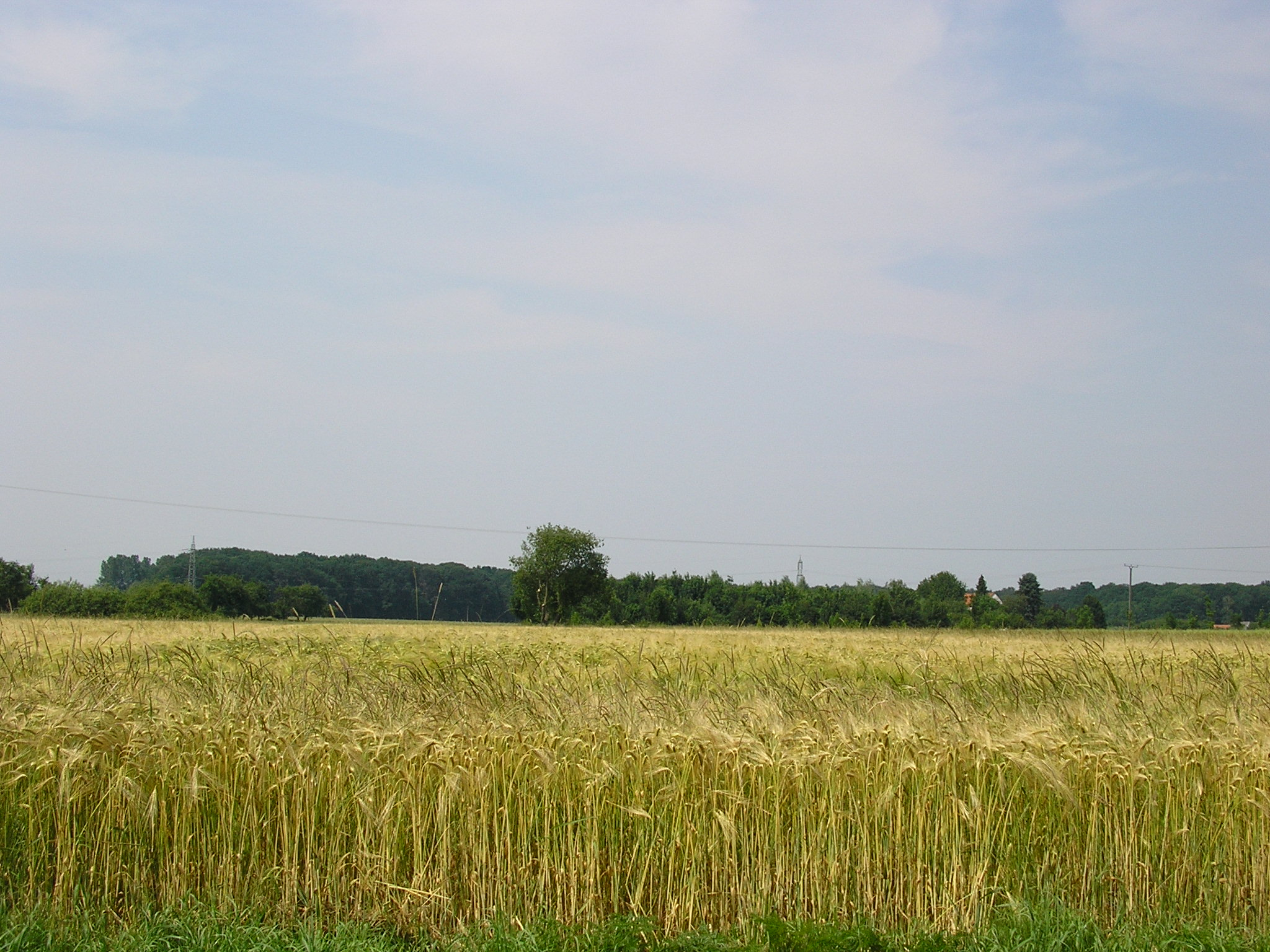
Das Hollwinkeler Holz von Südosten aus betrachtet.

Das Hollwinkeler Holz ist ein Waldgebiet, das überwiegend auf dem Gebiet der Stadt Preußisch Oldendorf im Kreis Minden-Lübbecke liegt. Innerhalb des Waldes gibt es kaum Höhenunterschiede, er liegt zwischen 50 und 52 m ü NN. Ein nur auf den ersten Blick vernachlässigbarer Teil im Süden von lediglich rund einem 0,58 Hektar Fläche gehört zur Stadt Lübbecke. Allerdings liegt genau hier ein Ruhewald, der Ruhewald Hollwinkel. Mit einer Waldfläche von 47 ha ist es das größte Waldgebiet zwischen dem Wiehengebirge und Mittellandkanal innerhalb des Kreises Minden-Lübbecke und auch der größte Wald der Stadt Preußisch Oldendorf nördlich des Wiehengebirges, bzw. der Egge. Zudem gibt es im Radius von 4,5 km (sprich 63 km² Umland) kein annähernd so großes Waldgebiet. Die Ausdehnung des Waldes von Nordost nach Südwest beträgt rund 1,3 km und an seiner breitesten Stelle misst er von Osten nach Westen rund 700 m. Das Hollwinkeler Holz wird im Westen durch die Große Aue und im Osten durch die Grenze zur Stadt Lübbecke begrenzt. Der Mehner Bach durchfließt den Wald ganz im Nordosten. Im Nordwesten des Waldes liegt ein 0,25 ha großer Teich mit einer kleinen Insel.
Es ist ein nahezu reiner Laubwald. Rund 4 km Wander- und Forstwege machen ihn zu einem beliebten Naherholungsgebiet der umliegenden Ortschaften. Eine Autostraße durchkreuzt das Holz von Nordwest nach Südosten im südlichen Bereich und stellt so die Anknüpfung an die Kreisstraße K 80 im Westen sicher. Die Bedeutung dieses relativ kleinen Waldgebietes resultiert daraus, dass der Kreis Minden-Lübbecke mit nur 10,6 Prozent Waldfläche einer der am wenigsten bewaldeten Kreise Westfalens ist. Insbesondere das landwirtschaftlich intensiv genutzte nördliche Wiehengebirgsvorland verfügt nur noch über wenige größere Waldflächen.